# Guardiani della Galassia Vol. 3
Guardiani della Galassia Vol. 3 (Guardians of the Galaxy Vol. 3), stilizzato come Guardiani della Galassia volume 3, è un film del 2023 scritto e diretto da James Gunn.
Basato sull'omonimo gruppo di Marvel Comics, è il 32º film del Marvel Cinematic Universe (MCU) e sequel di Guardiani della Galassia Vol. 2 (2017).
Ha come protagonisti Chris Pratt, Zoe Saldana, Dave Bautista, Karen Gillan, Pom Klementieff, Vin Diesel, Bradley Cooper, Will Poulter, Sean Gunn, Chukwudi Iwuji, Linda Cardellini, Nathan Fillion e Sylvester Stallone. Nel film Peter Quill deve radunare i Guardiani della Galassia in una missione per difendere l'universo e salvare la vita di Rocket.

## Trama
Nel loro nuovo quartier generale su Ovunque, i Guardiani della Galassia (Peter Quill, Nebula, Rocket, Drax, Mantis, Groot, Kraglin e Cosmo) una notte vengono attaccati da Adam, un essere superpotente creato dall'imperatrice dei Sovereign Ayesha, che intende vendicarsi dei Guardiani per l'affronto subito da loro anni prima. Adam aggredisce la squadra prima di essere trafitto da Nebula e messo in fuga; Rocket però viene gravemente ferito e non può essere curato, in quanto il suo corpo ha un dispositivo kill switch, pertanto gli resta poco da vivere. I Guardiani decidono di recarsi al quartier generale della Orgocorp, la società che ha costruito il dispositivo, nella speranza di trovare un codice che disattivi il kill switch. Nel frattempo, sulle tracce dei Guardiani ci sono Ayesha e Adam, entrambi ai servizi dell'Alto Evoluzionario, il creatore di Rocket; l'uomo, ossessionato dall'idea di creare la razza perfetta, compì numerosi esperimenti crudeli sugli animali, tra cui Rocket. Quando Rocket cercò di scappare con altri animali suoi amici ridotti a cavie, l'Alto Evoluzionario li uccise davanti a Rocket, che lo sfigurò strappandogli il viso prima di darsi alla fuga; l'Alto Evoluzionario intende ricatturare Rocket per esaminargli il cervello.
I Guardiani ottengono l'aiuto di una squadra di Ravagers, di cui fa parte anche Gamora, per introdursi nell'Orgosfera, quartier generale della Orgocorp, per recuperare il file di Rocket. Vengono scoperti, ma riescono a fuggire e deducono che Theel, uno degli scienziati dell'Alto Evoluzionario, potrebbe avere il codice memorizzato. La squadra giunge sulla Contro-Terra, un pianeta creato dall'Alto Evoluzionario. Gamora ha uno scontro con il gruppo, in quanto non vuole seguirli ed è infastidita dai continui tentativi di Peter di rievocare il rapporto che aveva con la Gamora della sua linea temporale, quindi per farsi prelevare invia ai Ravagers la sua posizione, che viene intercettata da Adam e Ayesha, i quali raggiungono la Contro-Terra. Quill, Nebula e Groot si dirigono alla base dell'Alto Evoluzionario per raggiungere Theel, mentre Drax e Mantis rimangono con Gamora e Rocket. L'Alto Evoluzionario ordina la distruzione della Contro-Terra, ritenuta imperfetta, e la cattura di Rocket. Mantis e Drax raggiungono Nebula, mentre Gamora difende Rocket da uno scagnozzo dell'Alto Evoluzionario, subito prima dell'arrivo di Adam, a sua volta in cerca di Rocket per conto dell'Alto Evoluzionario; Adam viene messo fuori gioco da Gamora. Quill e Groot sconfiggono gli scagnozzi del criminale e catturano Theel saltando giù dalla base, che si rivela una nave, recuperando il codice prima di farsi prelevare da Gamora, ignari che Drax e Mantis siano ancora sulla Contro-Terra in procinto di essere distrutta; i due, assieme a Nebula, riescono a salire in tempo sulla nave spaziale dell'Alto Evoluzionario. Adam assiste impotente alla morte di sua madre Ayesha durante la distruzione del pianeta.
Il cuore di Rocket si ferma, ma Peter, Groot e Gamora lo rianimano con successo, avendo inserito in tempo il codice. Mentre il cuore di Rocket veniva rianimato, quest' ultimo ha avuto una visione dei suoi amici animali Lylla, Floor e Theefs, in cui capisce che c'è qualcuno che ha bisogno di lui e di dover rimanere in vita. Intanto Mantis, Nebula e Drax trovano numerosi bambini prigionieri sulla nave; i tre vengono catturati e rinchiusi con le creature aliene Abilisk, che Mantis riesce a far passare dalla loro parte con i suoi poteri empatici. Quill, Groot, Gamora e Rocket raggiungono i compagni e affrontano l'esercito dell'Alto Evoluzionario. Kraglin e Cosmo portano Ovunque alla nave nemica, così da mettere in salvo i bambini prigionieri; nella ressa, Groot salva anche Adam. Rocket scopre una cucciolata di procioni e altri animali prigionieri, prima di essere attaccato dall'Alto Evoluzionario, che si scoprirà essere un cyborg con la testa umana. I Guardiani, giunti in suo soccorso, riescono a sconfiggerlo, venendo poi deriso da Rocket, sul fatto che i suoi esperimenti non puntavano alla perfezione, ma al disprezzo per la vita, portando al sicuro gli animali cavie e lasciano l'Alto Evoluzionario al suo destino. Quill non riesce a scappare in tempo dalla nave dell'Alto Evoluzionario e inizia a morire nel vuoto dello spazio, ma viene salvato in tempo da Adam. Una volta tornati su Ovunque, i Guardiani decidono di separarsi: Quill passa il ruolo di capitano dei Guardiani a Rocket, tornando a stabilirsi sulla Terra e riunendosi con suo nonno, Mantis parte in un viaggio in solitaria per scoprire se stessa, Gamora si ricongiunge con i Ravagers e Nebula e Drax rimangono su Ovunque a ricostruire la comunità e allevare i bambini salvati (Drax si è infatti dimostrato più tagliato per fare il padre che l'assassino).
Nella scena a metà dei titoli di coda, i nuovi Guardiani - ora composti da Rocket, Groot, Cosmo, Kraglin, Adam e dai nuovi membri Phyla e Blurp - svolgono una missione. Nella scena dopo i titoli di coda, Quill fa colazione con suo nonno discutendo della sua nuova vita terrestre.

## Personaggi
- Peter Quill / Star-Lord, interpretato da Chris Pratt: il leader metà umano e metà Celestiale dei Guardiani della Galassia, rapito dalla Terra da bambino e cresciuto da un gruppo di pirati spaziali noti come Ravagers.[3]
- Gamora, interpretata da Zoe Saldana: un'orfana aliena in cerca di redenzione per i suoi crimini passati, allevata da Thanos per essere una letale assassina.[3] La versione originale di Gamora, un membro dei Guardiani, è stata uccisa da Thanos in Avengers: Infinity War (2018), ma è tornata come una versione più giovane del personaggio in Avengers: Endgame (2019); Saldana riprende quest'ultimo ruolo in questo film,[4][5] in cui è la leader dei Ravagers.[6]
- Drax il Distruttore, interpretato da Dave Bautista: un membro dei Guardiani e un guerriero altamente qualificato la cui famiglia è stata massacrata da Ronan, sotto il comando di Thanos.[3]
- Nebula, interpretata da Karen Gillan: un membro dei Guardiani e sorella adottiva di Gamora che, analogamente a lei, è stata addestrata dal padre adottivo Thanos per essere un'assassina.[7]
- Mantis, interpretata da Pom Klementieff: un membro dei Guardiani con poteri empatici e sorellastra di Quill.[8]
- Groot, doppiato da Vin Diesel: un albero umanoide, membro dei Guardiani, molto amico di Rocket.[3]
- Rocket, doppiato da Bradley Cooper: un procione geneticamente modificato, membro dei Guardiani, esperto nell'uso delle armi e in tattiche di guerra.[3] Sean Gunn da la voce a un giovane Rocket mentre Noah Raskin doppia Rocket da piccolo.[9]
- Adam Warlock, interpretato da Will Poulter: un potente essere artificiale creato dai Sovereign per distruggere i Guardiani.[10]
- Kraglin, interpretato da Sean Gunn: un membro dei Guardiani ed ex secondo in comando di Yondu Udonta nei Ravagers.[11]
- Alto Evoluzionario, interpretato da Chukwudi Iwuji: uno scienziato, creatore di Rocket,[12] specializzato in evoluzione che cerca di migliorare con la forza tutti gli esseri viventi in una "razza speciale".[13]
- Lylla, interpretata da Linda Cardellini: una lontra, interesse amoroso di Rocket;[14] Cardellini ha fornito sia la recitazione vocale che il motion capture per il personaggio.[15]
- Master Karja, interpretato da Nathan Fillion: una guardia di sicurezza della Orgocorp.[16][17]
- Stakar Ogord, interpretato da Sylvester Stallone: un Ravager di alto rango e vecchio compagno di squadra di Yondu.[18]

Elizabeth Debicki, inoltre, riprende dal precedente film il ruolo di Ayesha, la Grande Sacerdotessa dorata regina del popolo dei Sovereign, che ha creato Adam Warlock per distruggere i Guardiani, e Maria Bakalova interpreta Cosmo, un membro dei Guardiani, che è un cane senziente che ha sviluppato abilità psioniche dopo essere stato inviato nello spazio dall'Unione Sovietica; Bakalova ha fornito sia la recitazione vocale che il motion capture per il personaggio. Michael Rosenbaum riprende il ruolo di Martinex dal precedente film, mentre Callie Brand appare nel ruolo di un alieno. Miriam Shor interpreta Recorder Vim, Kai Zen appare come Phyla, Nico Santos come Recorder Theel Daniela Melchior come Ura, e Jared Gore torna nel ruolo del Ravager Krugarr, mentre Tara Strong presta la voce a Mainframe, che era stata doppiata da Miley Cyrus nel precedente capitolo.
Appaiono anche il coniglio Floor, doppiato da Mikaela Hoover, Teefs il tricheco, doppiato da Asim Chaudhry mentre Dee Bradley Baker doppia l'alieno Blurp. Stephen Blackehart riprende il ruolo di Steemie, un abitante di Ovunque, da Guardiani della Galassia Holiday Special, mentre Dane DiLiegro appare nel ruolo di uno spacciatore. Judy Greer appare come War Pig, la moglie di James Gunn, Jennifer Holland, è nel ruolo di Administrator Kwol, mentre Gregg Henry appare nella scena dopo i titoli di coda come il nonno di Peter Quill. Christopher Fairbank torna dal primo film come il Broker, Rhett Miller come Bzermikitokolok, Michael Rooker torna brevemente nel ruolo di Yondu Udonta e Seth Green torna a dare la voce a Howard il papero. Reinaldo Faberlle da la voce a Behemoth, Pete Davidson doppia Phlektik, Lloyd Kaufman da la voce a Gridlemop e il regista Gunn doppia Lambshank.

## Produzione

### Sviluppo
Nel novembre 2014, James Gunn ha detto che già durante la lavorazione del primo film aveva steso delle idee riguardo al sequel e a un possibile terzo film. Nel giugno 2015 Gunn ha rivelato di non essere sicuro di tornare per un terzo film, affermando che il tutto sarebbe dipeso da come si sarebbe sentito dopo la realizzazione di Guardiani della Galassia Vol. 2. Nell'aprile 2016, parlando del futuro del MCU, Kevin Feige ha affermato che "è ancora tutto da decidere per il 2020 e oltre, ma sicuramente Guardiani 3 è uno di quei film. Non so quale sarà l'ordine esatto". Nel marzo 2017 Gunn ha detto che un terzo film "ci sarà sicuramente", reiterando di non avere ancora deciso se tornare o meno alla regia. Il mese seguente Gunn ha annunciato che sarebbe tornato per scrivere e dirigere Guardiani della Galassia Vol. 3. Nel luglio 2018 Gunn è stato licenziato dalla Disney e dalla Marvel, sollevandolo dai suoi ruoli per il terzo film, la cui produzione è stata sospesa, ed è stato annunciato che non sarebbe ripresa prima del 2021. Nel marzo 2019 James Gunn è stato riassunto come regista del film.

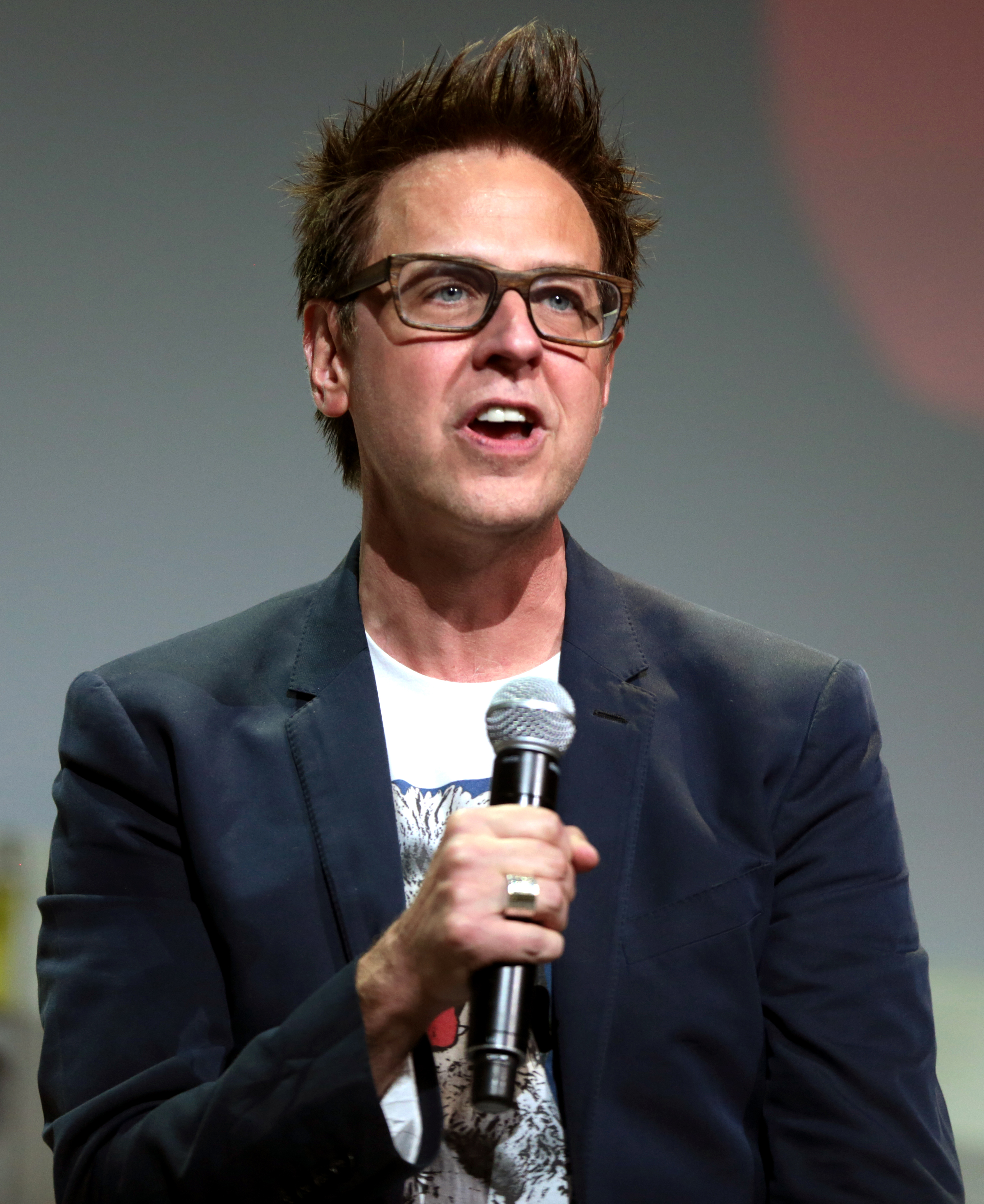
Il regista e sceneggiatore James Gunn

### Pre-produzione
Il lavoro di pre-produzione per creare i design e le immagini del film è iniziato nell'aprile 2021. Il mese successivo Gunn ha dichiarato che il film avrebbe avuto luogo dopo gli eventi di Thor: Love and Thunder (2022), in cui sono presenti diversi personaggi dei Guardiani. Gunn ha iniziato lo storyboard del film nel giugno 2021. Gunn originariamente aveva scritto un'apparizione tramite cameo per il suo amico Kumail Nanjiani, ma l'ha rimossa dopo aver appreso che Nanjiani era stato scelto come Kingo in Eternals (2021). Entro la fine di agosto, Gunn e i Marvel Studios hanno iniziato a incontrare attori per il ruolo di Adam Warlock, incluso Will Poulter, il quale è stato scelto nell'ottobre successivo, e Gunn ha detto che "dozzine di ruoli" erano già stati scelti. Il casting ha avuto luogo anche per vari ruoli secondari, inclusi alieni e guardie di sicurezza. Sempre a ottobre Pratt ha iniziato le prove e i test e all'inizio di novembre si è tenuto un incontro di produzione, poco prima dell'inizio delle riprese.

### Riprese
Le riprese principali sono iniziate l'8 novembre 2021 ad Atlanta e sono terminate il 6 maggio 2022. Guardiani della Galassia Holiday Special è stato girato contemporaneamente con il film, da febbraio a fine aprile 2022, con lo stesso cast principale e gli stessi set. Con l'inizio delle riprese, è stato rivelato che Sylvester Stallone sarebbe tornato nei panni di Stakar Ogord, e che Chukwudi Iwuji avrebbe fatto parte del film, dopo la sua collaborazione con Gunn in Peacemaker. Nel febbraio 2022 è stato rivelato che Callie Brand sarebbe apparsa nel film nel ruolo di un alieno. Judianna Makovsky è la costumista, mentre Henry Braham è il direttore della fotografia, dopo averlo già fatto per Guardiani della Galassia Vol. 2. Il budget del film è stato di 250 milioni di dollari.

### Post-produzione
Nel giugno 2022 è stato rivelato che Daniela Melchior avrebbe avuto un piccolo ruolo nel film, dopo aver recitato in precedenza in The Suicide Squad - Missione suicida (2021) con James Gunn. È stato anche confermato che Elizabeth Debicki sarebbe tornata nel ruolo di Ayesha, mentre è stato annunciato che Maria Bakalova e Nico Santos avrebbero fatto parte del film. A luglio è stato rivelato che Chukwudi Iwuji e Bakalova avrebbero interpretato rispettivamente Alto Evoluzionario e Cosmo. Cosmo è stato interpretato dall'attore cane Fred nei primi due film dei Guardiani e dall'attore cane Slate in Guardiani della Galassia Holiday Special. Il mese successivo, Michael Rosenbaum ha rivelato di aver ripreso il ruolo di Martinex da Guardiani della Galassia Vol. 2. Fred Raskin torna dai primi due film come montatore, insieme a Greg D'Auria, montatore dello speciale di Natale dei Guardiani, mentre Stephane Ceretti è il supervisore degli effetti visivi, come già accaduto per il primo film. Nel febbraio 2023 è stata rivelata la presenza di Asim Chaudhry nel film.

## Colonna sonora
Le musiche del film sono state composte da John Murphy, che ha già collaborato con James Gunn per The Suicide Squad - Missione suicida.

## Promozione
Il primo trailer è stato mostrato in anteprima al San Diego Comic-Con International 2022, ed è stato distribuito online il 1º dicembre 2022, in occasione del Comic Con Experience in Brasile, mentre un secondo trailer è stato pubblicato il 13 febbraio 2023, durante il Super Bowl 2023.
Il 28 aprile 2023, sulla piattaforma Disney+, sono stati pubblicati sei episodi di Marvel Studios: Legends, dedicati rispettivamente a Peter Quill, Gamora, Nebula, Rocket, Kraglin e Groot.

## Distribuzione

### Data di uscita
Inizialmente previsto per il 1º maggio 2020, il film è uscito nelle sale cinematografiche italiane il 3 maggio 2023, mentre in quelle statunitensi il 5 maggio.

### Edizione italiana
La direzione del doppiaggio e i dialoghi italiani sono stati curati da Marco Guadagno e Philippe Morville.

### Edizioni home video
Il film è disponibile in formato digitale dal 7 luglio 2023 e in DVD, Blu-ray e 4K Ultra HD dal 1º agosto.

## Accoglienza

### Incassi
Guardiani della Galassia Vol. 3 ha incassato 358995815 $ in Nord America e 486559962 $ nel resto del mondo, per un incasso complessivo di 845555777 $, a fronte di un budget di produzione di 250 milioni di dollari.
Globalmente il film ha esordito con 289,3 milioni di dollari nei primi cinque giorni; è, inoltre, il quarto maggior incasso mondiale del 2023 e il quarto maggior incasso nel Nord America del 2023.

#### Nord America
Il film ha incassato 17,5 milioni di dollari nelle anteprime del giovedì, mentre nel primo giorno di programmazione ne ha incassati 48,1 milioni in 4,450 schermi. Nel week-end d'esordio ha ottenuto il primo posto incassando 118,4 milioni di dollari, per un totale di 152,7 milioni nella prima settimana. Ha mantenuto il primo posto anche nel secondo week-end incassando 62 milioni di dollari, mentre nel terzo week-end è sceso al secondo posto incassandone 32,4 milioni. Nel quarto week-end è sceso al terzo posto incassando 20,8 milioni di dollari, per poi scendere al quarto posto nel quinto week-end incassandone 10,7 milioni.

#### Internazionale
Nel resto del mondo, il film ha incassato 35 milioni di dollari nei primi due giorni di apertura, mentre nei primi cinque giorni ne ha incassati complessivamente 170,9 milioni, con la Cina che è stato il mercato più redditizio con un incasso di 28,1 milioni di dollari, seguito dal Regno Unito con 14,7 milioni e dalla Corea del Sud con 13,6 milioni. In Italia ha incassato 841 mila euro nel primo giorno e 4,6 milioni nei primi cinque giorni, per poi incassare in totale 10,9 milioni di euro.

### Critica
Il film è stato accolto positivamente dalla critica. Sull'aggregatore di recensioni Rotten Tomatoes ha una percentuale di gradimento dell'82%, con un voto medio di 7,2 su 10 basato su 403 recensioni; il consenso critico del sito recita: "Un abbraccio di gruppo galattico che potrebbe stringere un po' troppo le corde del cuore, l'ultimo Guardiani della Galassia è un amorevole evviva finale per la famiglia più disordinata del Marvel Cinematic Universe". Su Metacritic ha un punteggio di 64 su 100 basato su 63 recensioni.

## Riconoscimenti
- 2024 – Premio Oscar[111]
  - Candidatura ai migliori effetti speciali a Stephane Ceretti, Alexis Wajsbrot, Guy Williams e Theo Bialek
- 2024 – Golden Globe[112]
  - Candidatura al miglior risultato al cinema e al box office
- 2024 – British Academy Film Award[113]
  - Candidatura ai migliori effetti speciali a Theo Bialek, Stephane Ceretti, Alexis Wajsbrot e Guy Williams
- 2024 – Critics' Choice Awards[114]
  - Candidatura ai migliori effetti speciali
- 2024 – E! People's Choice Awards[115]
  - Candidatura al miglior film del 2023
  - Candidatura al miglior film d'azione del 2023
  - Candidatura alla star cinematografica maschile del 2023 a Chris Pratt
  - Candidatura alla star di film d'azione del 2023 a Chris Pratt

- 2024 – Grammy Award[116]
  - Candidatura per la miglior raccolta di colonna sonora per i media visivi
- 2024 – Saturn Award[117][118]
  - Migliore trasposizione da fumetto a film
  - Candidatura al miglior attore a Chris Pratt
  - Candidatura alla miglior regia a James Gunn
  - Candidatura al miglior trucco ad Alexei Dmitriew
  - Candidatura alla miglior scenografia a Beth Mickle
  - Candidatura ai migliori costumi a Judianna Makovsky
  - Candidatura ai migliori effetti speciali a Stephane Ceretti, Alexis Wajsbrot, Guy Williams e Dan Sudick
- 2024 – Screen Actors Guild Award[119]
  - Candidatura alle migliori controfigure cinematografiche

## Sequel
Nell'aprile 2017, James Gunn ha detto che potrebbe essere realizzato un quarto film, anche se probabilmente sarebbe incentrato su un nuovo gruppo di personaggi. Nel settembre successivo, Gunn ha rivelato di ritenere improbabile un suo ritorno per un altro film dei Guardiani, ma ha detto che avrebbe continuato a lavorare con i Marvel Studios su altri progetti che utilizzano i Guardiani e personaggi cosmici. Uno di questi progetti di Gunn era un film incentrato su Drax e Mantis, che Bautista ha definito "brillante". Tuttavia, nel maggio 2021 Bautista non aveva ricevuto ulteriori aggiornamenti al riguardo, ritenendo che i Marvel Studios non fossero molto interessati. Gunn ha confermato nel settembre 2019 che Guardiani della Galassia Vol. 3 sarebbe stato il suo ultimo film dei Guardiani, affermandolo di nuovo anche nel maggio 2021, mentre nell'ottobre 2022 ha troncato i rapporti con i Marvel Studios accettando il ruolo di co-presidente dei DC Studios. Nel luglio 2021, Gillan ha espresso il desiderio di continuare a interpretare Nebula anche dopo Guardiani della Galassia Vol. 3.